# 114611 Valeriobocci
114611 Valeriobocci è un asteroide della fascia principale. Scoperto nel 2003, presenta un'orbita caratterizzata da un semiasse maggiore pari a 2,9864769 au e da un'eccentricità di 0,0151879, inclinata di 10,49922° rispetto all'eclittica.